# Lista celor mai lungi structuri din lume

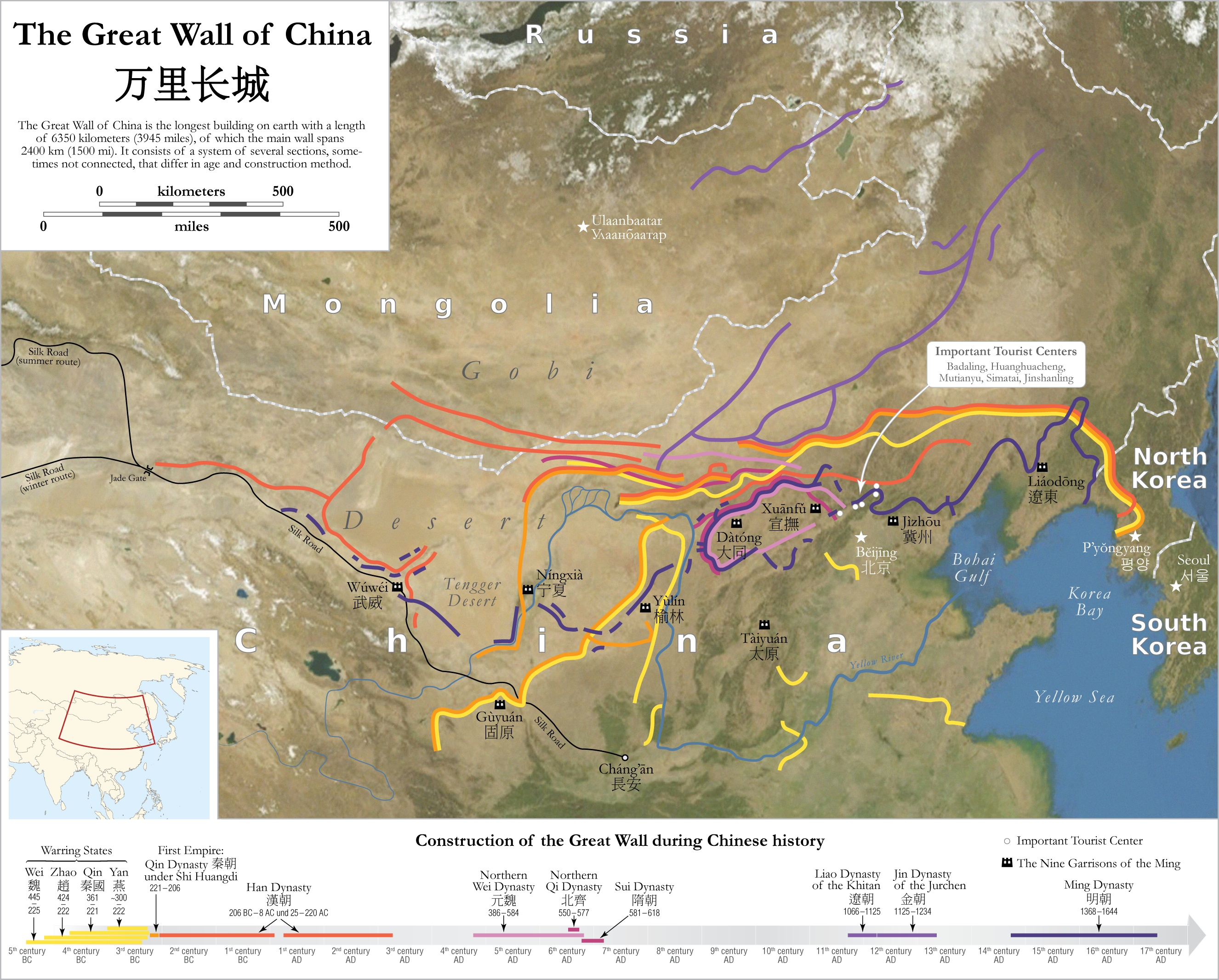
Marele Zid Chinezesc, cea mai lungă structură din lume

Lista celor mai lungi structuri din lume clasifică construcții existente la nivel global în funcție de lungimea acestora. Sunt incluse structurile care măsoară cel puțin 1.500 de metri în lungime.
Cea mai lungă structură din lume este Marele Zid Chinezesc, o linie de fortificație formată din numeroase segmente separate construite într-o perioadă de peste 2.000 de ani și care măsoară în total 21.196,18 km. Primele secțiuni ale fortificației au fost construite de cele 7 state chinezești antice, în zone care aparțin în prezent mai multor țări asiatice (China, Mongolia, Rusia și Coreea de Nord). După unificarea Chinei în perioada primului împărat, Qin Shi Huang, unele dintre aceste segmente au fost demolate, iar altele au fost conectate, rezultând configurația finală a fortificației. 
Tabelul include două secțiuni, prima reprezentând o clasificare a structurilor la nivel global, iar cea de-a doua clasând structurile în funcție de continentul sau zona geografică unde se găsesc. Ordinea este descrescătoare, în funcție de lungimea structurii.

## Lista celor mai lungi structuri din lume
| Imagine                                                      | Nume | Observații | Lungime (m) | Deschidere maximă (m) | An                     | Utilizare                                      | Țară                     |
|                                                              | | |             |                       |                        |                                                |                          |
| ------------------------------------------------------------ | --- | --- | ----------- | --------------------- | ---------------------- | ---------------------------------------------- | ------------------------ |
|                                                              | Marele Zid Chinezesc (în chineză: 萬里長城, transliterat: Wànlǐ chángchéng) | Sistem de ziduri de apărare, cele mai recente secțiuni datând din perioada dinastiei Ming (1368-1644) | 21.196.180  |                       | sec. VII î.Hr.-sec. XV | fortificație                                   | China                    |
|                                                              | Șanțul din Benin (în edo Iyanuwo) | Serie de lucrări masive de terasamente care înconjoară orașul Benin din statul Edo din Nigeria | 16.015.000  |                       | 800-1460               | fortificație                                   | Nigeria                  |
|                                                              | Marele Zid din Gorgan (în persană دیوار بزرگ گرگان, transliterat: Divar bozorg gargan) | Sistem de apărare din perioada sasanidă, zid din cărămizi, mortar și gips | 195.000     |                       | sec. V-VI              | fortificație                                   | Iran                     |
|                                                              | Marele Pod Danyang–Kunshan (în chineză: 丹昆特大橋, transliterat: Dān kūn tèdà qiáo) | Calea ferată de mare viteză Beijing–Shanghai | 164.851     | 80                    | 2010                   | cale ferată de mare viteză                     | China                    |
|                                                              | Viaductul Changhua–Kaohsiung (în chineză: 彰化－高雄高架橋, transliterat: Zhānghuà-gāoxióng gāojiàqiáo) | Calea ferată de mare viteză din Taiwan | 157.317     | 60                    | 2004                   | cale ferată de mare viteză                     | Taiwan                   |
|                                                              | Apeductul Delaware (în engleză Delaware Aqueduct) | Tunelul principal de alimentare cu apă din New York City | 137.000     | tunel                 | 1945                   | alimentare cu apă                              | Statele Unite            |
|                                                              | Tunelul de alimentare cu apă Liaoxi (în chineză: 辽西供水隧洞, transliterat: Liáoxī gōngshuǐ suìdòng) | Tunel de alimentare cu apă a cinci orașe din nord-vestul Liaoning | 130.980     | tunel                 | 2018                   | alimentare cu apă                              | China                    |
|                                                              | Tunelul Päijänne (în finlandeză Päijännetunneli) | Tunelul principal de alimentare cu apă a zonei metropolitane Helsinki | 120.000     | tunel                 | 1982                   | alimentare cu apă                              | Finlanda                 |
|                                                              | Viaductul Tohoku Shinkansen Kita-Yaita (în japoneză 東北新幹線 矢板～北区間, transliterat: Tōhokushinkansen Yaita ~ kitakukan) | Calea ferată de mare viteză Tohoku | 114.424     | 80                    | 1982                   | cale ferată de mare viteză                     | Japonia                  |
|                                                              | Marele Pod Tianjin (în chineză: 天津特大桥, transliterat: Tiānjīn tèdà qiáo) | Calea ferată de mare viteză Beijing-Shanghai | 113.690     | 80                    | 2010                   | cale ferată de mare viteză                     | China                    |
|                                                              | Marele Pod Cangde (în chineză: 沧德特大桥, transliterat: Cāng dé tèdà qiáo) | Calea ferată de mare viteză Beijing-Shanghai | 105.881     | 128                   | 2010                   | cale ferată de mare viteză                     | China                    |
|                                                              | Marele Pod Jintan-Jiangyin (în chineză: 金坛-江阴特大桥, transliterat: Jīn tán-jiāngyīn tèdà qiáo) | Calea ferată de mare viteză Shanghai-Nanjing Yangtze | 97.310      | 125                   | 2023                   | cale ferată de mare viteză                     | China                    |
|                                                              | Marele Pod Jiangyin-Taicang (în chineză: 江阴-太仓特大桥, transliterat: Jiāngyīn-tàicāng tèdà qiáo) | Calea ferată de mare viteză Shanghai-Nanjing Yangtze | 97.050      | 135                   | 2023                   | cale ferată de mare viteză                     | China                    |
|                                                              | Podul noului district Gaoyou-Zhenjiang (în chineză: 高邮-镇江新区特大桥, transliterat: Gāoyóu-zhènjiāng xīnqū tèdà qiáo) | Calea ferată de mare viteză Lianzhen | 95.580      | 1.092                 | 2020                   | cale ferată de mare viteză/autostradă          | China                    |
|                                                              | Liniile 3 și 11 ale metroului Suzhou (în chineză: 苏州地铁3号线-苏州地铁11号线, transliterat: Sūzhōu dìtiě 3 hào xiàn-Sūzhōu dìtiě 11 hào xiàn) | Cel mai lung tunel de metrou din lume, linia 3 și linia 11 ale metroului Suzhou sunt conectate în stația Weiting | 86.542      | tunel                 | 2019, 2023             | metrou                                         | China                    |
|                                                              | Podul peste fluviul Huaihe (în chineză: 淮河特大桥, transliterat: Huáihé tèdà qiáo) | Calea ferată de mare viteză Beijing-Shanghai | 85.379      | 96                    | 2012                   | cale ferată de mare viteză                     | China                    |
|                                                              | Tunelul de deviere a apei din Proiectul de deviere a apei Dahuofang (în chineză: 大伙房输水工程引水隧道, transliterat: Dà huǒfáng shū shuǐ gōngchéng yǐnshuǐ suìdào) | Tunel de alimentare cu apă, 8 m în diametru, 50 m² secțiune transversală | 85.320      | tunel                 | 2009                   | alimentare cu apă                              | China                    |
|                                                              | Tunelul Orange, Fish River (în engleză Orange, Fish River Tunnel) | Cel mai lung apeduct închis continuu din emisfera sudică (secțiune transversală 22,5 m²), construit pentru a devia apa din fluviul Orange către fluviul Great Fish                                                                    | 82.800      | tunel                 | 1972                   | alimentare cu apă                              | Africa de Sud            |
|                                                              | Tunelul Bolmen (în suedeză Bolmentunneln) | Tunel de alimentare cu apă, 8 m² secțiune transversală | 82.000      | tunel                 | 1987                   | alimentare cu apă                              | Suedia                   |
|                                                              | Marele Pod Weinan Weihe (în chineză: 渭南渭河特大桥, transliterat: Wèinán wèihé tèdà qiáo) | Calea ferată de mare viteză Xuzhou-Lanzhou | 79.732      | 80                    | 2008                   | cale ferată de mare viteză                     | China                    |
|                                                              | Linia 3 a metroului din Guangzhou (în chineză: 广州地铁3号线, transliterat: Guǎngzhōu dìtiě 3 hào xiàn) | Al doilea cel mai lung tunel de metrou cu o singură linie din lume | 74.890      | tunel                 | 2005, 2024             | metrou                                         | China                    |
|                                                              | Podul peste fluviul Weiluo (în chineză: 渭洛河特大桥, transliterat: Wèi luò hé tèdà qiáo) | Calea ferată de mare viteză Daxixi | 71.340      | 64                    | 2014                   | cale ferată de mare viteză                     | China                    |
|                                                              | Podul Suhu (în chineză: 苏湖特大桥, transliterat: Sū hú tèdà qiáo) | Calea ferată de mare viteză Shanghai-Suzhou | 70.434      | 125                   | 2024                   | cale ferată de mare viteză                     | China                    |
|                                                              | Podul Chaobai Xinhe (în chineză: 潮白新河特大桥, transliterat: Cháobái xīn hé tèdà qiáo) | Calea ferată de mare viteză Beijing-Tangshan | 70.022      | 128                   | 2022                   | cale ferată de mare viteză                     | China                    |
|                                                              | Linia 6 a metroului din Chengdu (în chineză: 成都地铁6号线, transliterat: Chéngdū dìtiě 6 hào xiàn) | Cel mai lung tunel independent de metrou/tranzit rapid cu o singură linie din lume | 68.223      | tunel                 | 2020                   | metrou                                         | China                    |
|                                                              | Tunelul hidrocentralei Neelum–Jhelum (în urdu نیلم جہلم ہائیڈروپاور پلانٹ, transliterat: Nilm jahalm hideropaur plant) | Tunel de alimentare a hidrocentralei Neelum–Jhelum din Muzaffarabad, Azad Kașmir | 68.000      | tunel                 | 2017                   | alimentare cu apă                              | Pakistan                 |
|                                                              | Podul peste fluviul Suihe (în chineză: 濉河特大桥, transliterat: Suī hé tèdà qiáo) | Calea ferată de mare viteză Beijing-Shanghai | 65.080      | 80                    | 2011                   | cale ferată de mare viteză                     | China                    |
|                                                              | Podul Hai'an (în chineză: 海安特大桥, transliterat: Hǎi'ān tèdà qiáo) | Calea ferată de mare viteză Yantong | 64.670      | 80                    | 2020                   | cale ferată de mare viteză                     | China                    |
|                                                              | Tunelul Emisor Oriente (în spaniolă Túnel Emisor Oriente) | Cel mai lung tunel de apă uzată din lume, 7 m în diametru, Mexico City | 62.500      | tunel                 | 2019                   | rețea apă uzată                                | Mexic                    |
|                                                              | Viaductul Beijiao-Zhongshan (în chineză: 海安特大桥, transliterat: Běi jiào zhàn-zhōngshān zhàn gāojiàqiáo) | Calea ferată de mare viteză Guangzhou-Zhuhai | 61.850      | 220                   | 2012                   | cale ferată de mare viteză                     | China                    |
|                                                              | Podul Luozhu (în chineză: 漯驻特大桥, transliterat: Luò zhù tèdà qiáo) | Calea ferată de mare viteză Beijing-Guangzhou | 61.641      | 128                   | 2010                   | cale ferată de mare viteză                     | China                    |
|                                                              | Viaductul Hangzhou-Shaoxing-Ningbo (în chineză: 杭州至绍兴至宁波高架桥, transliterat: Hángzhōu zhì shàoxīng zhì níngbō gāojiàqiáo) | Autostrada Hangzhou-Ningbo | 60.902      | 190                   | 2022                   | autostradă                                     | China                    |
|                                                              | Linia 1 a metroului din Qingdao (în chineză: 青岛地铁1号线, transliterat: Qīngdǎo dìtiě 1 hào xiàn) | | 59.818      | tunel                 | 2020, 2021             | metrou                                         | China                    |
|                                                              | Podul Yucheng (în chineză: 虞城特大桥, transliterat: Yú chéng tèdà qiáo) | Calea ferată de mare viteză Xuzhou-Lanzhou | 59.193      | 72                    | 2016                   | cale ferată de mare viteză                     | China                    |
|                                                              | Linia 18 a metroului din Guangzhou (în chineză: 广州地铁18号线, transliterat: Guǎngzhōu dìtiě 18 hào xiàn) | | 58.300      | tunel                 | 2021                   | metrou                                         | China                    |
|                                                              | Podul peste fluviul Yitong (în chineză: 伊通河特大桥, transliterat: Yī tōng hé tèdà qiáo) | Calea ferată de mare viteză Harbin-Dalian | 57.982      | 60                    | 2012                   | cale ferată de mare viteză                     | China                    |
|                                                              | Podul Zhangzhuang Zhanghe (în chineză: 张庄漳河特大桥, transliterat: Zhāng zhuāng zhāng hé tèdà qiáo) | Calea ferată de mare viteză Beijing-Guangzhou | 57.640      | 64                    | 2012                   | cale ferată de mare viteză                     | China                    |
|                                                              | Linia 11 (Bolșaia kolțevaia) a metroului din Moscova (în rusă Большая кольцевая линия, transliterat: Bolșaia kolțevaia linia) | Cea mai lungă linie circulară de metrou/tranzit rapid din lume | 57.538      | tunel                 | 2018, 2023             | metrou                                         | China                    |
|                                                              | Al doilea pod peste râul Songhua (în chineză: 第二松花江特大桥, transliterat: Dì èr sōnghuā jiāng tèdà qiáo) | Calea ferată de mare viteză Harbin-Dalian | 57.460      | 80 (x5)               | 2012                   | cale ferată de mare viteză                     | China                    |
|                                                              | Tunelul Gotthard (în germană Gotthard-Basistunnel, în italiană Galleria di base del San Gottardo) | Cel mai lung tunel feroviar convențional din lume, cel mai lung tunel de tranzit din lume după distanța geodezică (55.782 m între cele două guri de acces), Alpii Elvețieni                                                           | 57.104      | tunel                 | 2016                   | cale ferată                                    | Elveția                  |
|                                                              | Linia 10 a metroului din Beijing (în chineză: 北京地铁10号线, transliterat: Běijīng dìtiě 10 hào xiàn) | | 57.100      | tunel                 | 2008, 2013             | metrou                                         | China                    |
|                                                              | Viaductul Burapha Withi (în thailandeză ทางพิเศษบูรพาวิถี, transliterat Buraphawithi Expressway) | Drumul expres Burapha Withi | 55.000      | 44                    | 2000                   | autostradă                                     | Thailanda                |
|                                                              | Podul Deyu (în chineză: 德禹特大桥, transliterat: Dé yǔ tèdà qiáo) | Calea ferată de mare viteză Beijing-Shanghai | 54.744      | 64                    | 2010                   | cale ferată de mare viteză                     | China                    |
|                                                              | Linia 7 a metroului din Guangzhou (în chineză: 广州地铁7号线, transliterat: Guǎngzhōu dìtiě 7 hào xiàn) | | 54.240      | tunel                 | 2016, 2023             | metrou                                         | China                    |
|                                                              | Tunelul Seikan (în japoneză 青函トンネル, transliterat: Seikan ton'neru) | Cel mai lung tunel feroviar din lume până în 2016, cel mai lung tunel submarin (secțiune transversală 74 m²), secțiunea submarină măsoară 23,3 km, Honshu-Hokkaido                                                                    | 53.850      | tunel                 | 1988                   | cale ferată                                    | Japonia                  |
|                                                              | Linia de pe coasta de vest a metroului din Qingdao (în chineză: 青岛地铁西海岸快线, transliterat: Qīngdǎo dìtiě xīhǎi'àn kuài xiàn) | Qingdao Metro West Coast Express Line | 53.840      | 30                    | 2018                   | metrou ușor                                    | China                    |
|                                                              | Linia 6 a metroului din Beijing (în chineză: 北京地铁6号线, transliterat: Běijīng dìtiě 6 hào xiàn) | | 53.400      | tunel                 | 2012, 2018             | metrou                                         | China                    |
|                                                              | Marele Pod Weifang (în chineză: 潍坊特大桥, transliterat: Wéifāng tèdà qiáo) | Calea ferată de mare viteză Jinan-Qingdao | 53.210      | 112                   | 2018                   | cale ferată de mare viteză                     | China                    |
|                                                              | Podul Xuluo (în chineză: 许漯特大桥, transliterat: Xǔ luò tèdà qiáo) | Calea ferată de mare viteză Beijing-Guangzhou | 52.150      | 80                    | 2010                   | cale ferată de mare viteză                     | China                    |
|                                                              | Podul Fuyang (în chineză: 阜阳特大桥, transliterat: Fùyáng tèdà qiáo) | Calea ferată de mare viteză Shanghehang | 51.997      | 120                   | 2020                   | cale ferată de mare viteză                     | China                    |
|                                                              | Tunelul Želivka (în cehă Tunel Želivka) | Secțiune transversală 9–12 m², Regiunea Boemia Centrală | 51.970      | tunel                 | 1972                   | alimentare cu apă                              | Cehia                    |
|                                                              | Podul peste fluviul Yongding (în chineză: 永定河特大桥, transliterat: Yǒngdìng hé tèdà qiáo) | Calea ferată de mare viteză Beijing-Guangzhou | 51.890      | 128                   | 2012                   | cale ferată de mare viteză                     | China                    |
|                                                              | Linia 5 a metroului din Seul (în japoneză 서울 지하철 5호선, transliterat: Seoul jihacheol 5hoseon) | Cel mai lung tunel de metrou/tranzit rapid până în 2010, subtraversează Zona metropolitană Seul de la vest la est | 51.700      | tunel                 | 1995, 2021             | metrou                                         | Coreea de Sud            |
|                                                              | Linia 11 a metroului din Istanbul (în turcă M11 Metro Hattı) | Cel mai lung tunel din Turcia | 51.500      | tunel                 | 2023, 2024             | metrou                                         | Turcia                   |
|                                                              | Podul Kailant (în chineză: 开兰特大桥, transliterat: Kāi lán tèdà qiáo) | Calea ferată de mare viteză Xuzhou-Lanzhou | 51.167      | 160                   | 2015                   | cale ferată de mare viteză                     | China                    |
|                                                              | Podul rutier și feroviar Tongling peste fluviul Yangtze (în chineză: 铜陵长江公铁大桥, transliterat: Tónglíng chángjiāng gōng tiě dàqiáo) | Calea ferată de mare viteză Hefei-Fuzhou | 51.164      | 630                   | 2014                   | cale ferată de mare viteză/autostradă          | China                    |
|                                                              | Rothschönberger Stolln | Cel mai lung tunel din lume până în 1945, secțiune transversală 6 m², parte a unui sit din Patrimoniul Mondial UNESCO | 51.500      | tunel                 | 1844, 1882             | canal desecare, Zona minieră Freiberg, Saxonia | Germania                 |
|                                                              | Viaductul Yulin Minghe (în chineză: 榆林洺河特大桥, transliterat: Yúlín míng hé tèdà qiáo) | Calea ferată de mare viteză Beijing-Guangzhou | 50.629      | 80                    | 2012                   | cale ferată de mare viteză                     | China                    |
|                                                              | Viaductul Gexiang din orașul Yueqing (în chineză: 乐清市－阁巷高架橋, transliterat: Yuèqīng shì-gé xiàng gāojiàqiáo) | Drumul expres Ningbo-Dongguan | 50.610      | 800 (x2)              | 2019                   | autostradă                                     | China                    |
|                                                              | Tunelul Canalului Mânecii (în engleză Channel Tunnel) | Al doilea cel mai lung tunel feroviar din lume până în 2016, cea mai lungă secțiune subacvatică, cel mai lung tunel internațional (secțiuni transversale 2×45 m² + 1×18 m²)                                                           | 50.450      | tunel                 | 1994                   | cale ferată                                    | Regatul Unit/ · Franța   |
|                                                              | Tunelul Yulhyeon (în coreeană 율현터널, transliterat: Yulhyeonteoneol) | Secțiune transversală 107 m², parte a căii ferate de mare viteză Suseo–Pyeongtaek, Zona metropolitană Seul | 50.300      | tunel                 | 2015                   | cale ferată de mare viteză                     | Coreea de Sud            |
|                                                              | Viaductul Joetsu Shinkansen Saitama-Honjo (în japoneză 上越新幹線 埼玉本庄高架橋, transliterat: Jōetsushinkansen Saitama Honjō-kō kakyō) | Calea ferată de mare viteză Joetsu Shinkansen | 49.568      | 50                    | 1982                   | cale ferată de mare viteză                     | Japonia                  |
|                                                              | Podul Hong Kong–Zhuhai–Macao (în chineză: 港珠澳大橋, transliterat: Gǎng zhū ào dàqiáo) | Autostrada de centură a deltei râului Pearl | 49.968      | 458                   | 2018                   | autostradă                                     | Hong Kong/ China/ Macao  |
|                                                              | Autostrada de centură Ningbo (în chineză: 宁波绕城高速公路, transliterat: Níngbō rào chéng gāosù gōnglù) | Autostrada de centură Ningbo | 48.833      | 50                    | 2011                   | autostradă                                     | China                    |
|                                                              | Liniile suspendate de metrou ușor Sri Petaling - Kelana Jaya din Kuala Lumpur (în malaieză Laluan Sri Petaling - Laluan Kelana Jaya LRT) | LRT Laluan Sri Petaling LRT Laluan Kelana Jaya | 48.710      | 30                    | 2016                   | metrou ușor                                    | Malaysia                 |
|                                                              | Tunelul dintre râul Arpa și lacul Sevan (în armeană Արփա գետի մինչև Սևանի երկարության թունել, transliterat: Arp’a geti minch’ev Sevani yerkarut’yan t’unel) | Cel mai lung tunel construit pentru a restabili echilibrul ecologic, transferă apa din râul Arpa către lacul Sevan pentru a evita reducerea nivelului acestuia, Provincia Gegharkunik, construcție din perioada URSS                  | 48.358      | tunel                 | 1981                   | alimentare cu apă                              | Armenia                  |
|                                                              | Viaductul Beijing (în chineză: 北京特大桥, transliterat: Běijīng tèdà qiáo) | Calea ferată de mare viteză Beijing-Shanghai | 48.153      | 108                   | 2010                   | cale ferată de mare viteză                     | China                    |
|                                                              | Viaductul șoselei de centură interioară Shanghai (în chineză: 上海内环线高架桥, transliterat: Shànghǎi nèi huánxiàn gāojiàqiáo) | | 47.700      | 602                   | 2009                   | șosea                                          | China                    |
|                                                              | Viaductul Xieji (în chineză: 谢集特大桥, transliterat: Xiè jí tèdà qiáo) | Calea ferată de mare viteză Xuzhou-Lanzhou | 47.141      | 80                    | 2015                   | cale ferată de mare viteză                     | China                    |
|                                                              | Autostrada suspendată din Dhaka (în bengaleză ঢাকা এলিভেটেড এক্সপ্রেসওয়ে, transliterat Ḍhākā ēlibhēṭēḍa ēksaprēsa'ōẏē) | | 46.730      | viaduct               | 2024                   | autostradă                                     | Bangladesh               |
|                                                              | Viaductul Gara de Vest Shanghai-lacul Yangcheng (în chineză: 上海西站-阳澄湖站高架桥, transliterat: Shànghǎi xī zhàn-yángchénghú zhàn gāojiàqiáo) | Calea ferată de mare viteză Shanghai-Nanjing | 46.497      | 110                   | 2010                   | cale ferată de mare viteză                     | China                    |
|                                                              | Podul peste lacul Poyang (în chineză: 鄱阳湖特大桥, transliterat: Póyáng hú tèdà qiáo) | Calea ferată de mare viteză Changjinghuang | 45.570      | 180                   | 2023                   | cale ferată de mare viteză                     | China                    |
|                                                              | Viaductul Saitama Omiya-Wangan (în japoneză 首都高埼玉大宮線 - 首都高湾岸高架橋, transliterat: Shuto-kō Saitama Ōmiya-sen - shuto-kō wangan-kō kakyō) | Metropolitan Expressway Saitama Omiya Shuto Expressway Bayshore | 45.470      | 220                   | 2000                   | autostradă                                     | Japonia                  |
|                                                              | Tunelul dintre Barajul Kazi și Barajul Moera al Proiectului de deviere a apei din zonele muntoase din Lesotho (în sotho Morero oa Metsi a Lihlaba Lesotho) | Cel mai lung tunel din Africa | 45.000      | tunel                 | 1997                   | alimentare cu apă                              | Lesotho/ · Africa de Sud |
|                                                              | Proiect de distribuție a apei brute de la Pahang la Selangor (în malaieză Projek Penyaluran Air Mentah Dari Pahang Ke Selangor) | 5,2 m în diametru, Pahang-Selangor | 44.600      | tunel                 | 2014                   | alimentare cu apă                              | Malaysia                 |
|                                                              | Podul feroviar peste fluviul Yangtze pe insula Bream (în chineză: 鳊鱼洲长江铁路大桥, transliterat: Biān yú zhōu chángjiāng tiělù dàqiáo) | Calea ferată de mare viteză Hefei-Anqing-Jiujiang | 44.390      | 672                   | 2022                   | cale ferată de mare viteză                     | China                    |
|                                                              | Autostrada suspendată Wugu Yangmei (în chineză: 五股楊梅高架道路, transliterat: Wǔ gǔ yángméi gāojià dàolù) | Autostrada Zhongshan | 44.350      | viaduct               | 2013                   | autostradă                                     | China                    |
|                                                              | Linia 2 a metroului ușor din Wuhan (în chineză: 武汉轨道交通2号线, transliterat: Wǔhàn guǐdào jiāotōng 2 hào xiàn) | | 44.347      | tunel                 | 2012, 2019             | metrou                                         | China                    |
|                                                              | Linia 10 (Liublinsko-Dmitrovskaia) a metroului din Moscova (în rusă Люблинско-Дмитровская линия, transliterat: Liublinsko-Dmitrovskaia linia) | construcție începută în perioada URSS | 44.300      | tunel                 | 1995, 2023             | metrou                                         | Rusia                    |
|                                                              | Linia 7 a metroului din Shanghai (în chineză: 上海轨道交通7号线, transliterat: Shànghǎi guǐdào jiāotōng 7 hào xiàn) | | 44.200      | tunel                 | 2009, 2010             | metrou                                         | China                    |
|                                                              | Tunelul 1 din Proiectul de deviere a apei de la sud la nord (în chineză: 南水北调工程, transliterat: Nánshuǐběidiào gōngchéng) | Yangtze-Shanxi | 43.670      | tunel                 | 2011                   | alimentare cu apă                              | China                    |
|                                                              | Secțiunea suspendată a Autostrăzii Guangzhou-Foshan-Zhaoqing (în chineză: 广佛肇高速公路, transliterat: Guǎng fú zhào gāosù gōnglù) | Autostrada Guangzhou-Foshan-Zhaoqing | 43.560      | viaduct               | 2021                   | autostradă                                     | China                    |
|                                                              | Tunelul 7 din Proiectul de deviere a apei de la sud la nord (în chineză: 南水北调工程, transliterat: Nánshuǐběidiào gōngchéng) | Yangtze-Shanxi | 43.500      | tunel                 | 2002                   | alimentare cu apă                              | China                    |
|                                                              | Podul peste râul Changhu-Podul Qiputang (în chineză: 常浒河特大桥-七浦塘特大桥, transliterat: Cháng hǔ hé tèdà qiáo-qīpǔ táng tèdà qiáo) | Calea ferată de mare viteză Shanghai-Nantong | 43.447      | 90                    | 2020                   | cale ferată de mare viteză                     | China                    |
|                                                              | Podul Canalului Mare (în chineză: 大运河特大桥, transliterat: Dà yùnhé tèdà qiáo) | Calea ferată de mare viteză Jinan-Zhengzhou | 43.126      | viaduct               | 2020                   | cale ferată de mare viteză                     | China                    |
|                                                              | Viaductul Weihui Weigong (în chineză: 卫辉卫共特大桥, transliterat: Wèi huī wèi gòng tèdà qiáo) | Calea ferată de mare viteză Beijing-Guangzhou | 42.657,82   | 100                   | 2010                   | cale ferată de mare viteză                     | China                    |
|                                                              | Linia 8 a metroului din Beijing (în chineză: 北京地铁8号线, transliterat: Běijīng dìtiě 8 hào xiàn) | | 42.600      | tunel                 | 2012, 2021             | metrou                                         | China                    |
|                                                              | Linia 15 a metroului din Shanghai (în chineză: 上海轨道交通15号线, transliterat: Shànghǎi guǐdào jiāotōng 15 hào xiàn) | | 42.300      | tunel                 | 2021                   | metrou                                         | China                    |
|                                                              | Linia 5 a metroului din Chengdu (în chineză: 成都地铁5号线, transliterat: Chéngdū dìtiě 5 hào xiàn) | | 42.300      | tunel                 | 2019                   | metrou                                         | China                    |
|                                                              | Viaductul Houjie Yongning Nord-Xintang Sud (în chineză: 永宁北-新塘南-厚街高架桥, transliterat: Yǒngníng běi-xīn táng nán-hòu jiē gāojiàqiáo) | Calea ferată de mare viteză Guangzhou-Shenzhen Calea ferată de mare viteză Xinbaigang | 42.290      | 100                   | 2010                   | cale ferată de mare viteză                     | China                    |
|                                                              | Podul Qingdao-Golful Jiaozhou (în chineză: 青岛胶州湾大桥, transliterat: Qīngdǎo jiāozhōu wān dàqiáo) | Autostrada Shandong | 42.229      | 260                   | 2020                   | autostradă                                     | China                    |
|                                                              | Linia 1 a metroului din Xi'an (în chineză: 西安地铁1号线, transliterat: Xī'ān dìtiě 1 hào xiàn) | Între stațiile Gara de Vest Xianyang și Orașul Textilelor | 42.200      | tunel                 | 2013, 2023             | metrou                                         | China                    |
|                                                              | Viaductul Honghu (în chineză: 洪湖高架桥, transliterat: Hónghú gāojiàqiáo) | Autostrada Wujian | 42.170      | 80                    | 2019                   | autostradă                                     | China                    |
|                                                              | Linia 14 a metroului din Beijing (în chineză: 北京地铁14号线, transliterat: Běijīng dìtiě 14 hào xiàn) | | 42.000      | tunel                 | 2015, 2021             | metrou                                         | China                    |
|                                                              | Linia 6 a metroului din Tianjin (în chineză: 天津地铁6号线, transliterat: Tiānjīn dìtiě 6 hào xiàn) | | 42.000      | tunel                 | 2016, 2021             | metrou                                         | China                    |
|                                                              | Linia centrală de tranzit rapid din Singapore (MRT Downtown line) (în malaieză Laluan MRT Pusat Bandar) | Cea mai lungă linie de tranzit rapid din Asia de Sud-Est | 41.900      | tunel                 | 2013, 2017             | metrou                                         | Singapore                |
|                                                              | Viaductul Gushen pe autostrada de centură de vest exterioară Zhongshan (în chineză: 中山西部外环高速公路古神公路高架桥, transliterat: Zhōngshān xībù wài huán gāosù gōnglù gǔ shén gōnglù gāojiàqiáo)                                                                                 | Autostrada de centură de vest exterioară Zhongshan | 41.715      | 120                   | 2021                   | autostradă                                     | China                    |
|                                                              | Viaductul Donghai (în chineză: 东海特大桥, transliterat: Dōnghǎi tèdà qiáo) | Calea ferată de mare viteză Xuzhou-Lianyungang | 41.712      | 72                    | 2020                   | cale ferată de mare viteză                     | China                    |
|                                                              | Linia 3 a metroului din Nanjing (în chineză: 南京地铁3号线, transliterat: Nánjīng dìtiě 3 hào xiàn) | Între stațiile Xinghuolu și Mozhoudonglu | 41.567      | tunel                 | 2011, 2015             | metrou                                         | China                    |
|                                                              | Viaductul Zhengbian (în chineză: 郑汴特大桥, transliterat: Zhèng biàn tèdà qiáo) | Calea ferată de mare viteză Xuzhou-Lanzhou | 41.550,77   | viaduct               | 2015                   | cale ferată de mare viteză                     | China                    |
|                                                              | Viaductul stației Sikmili pe liniile de trafic feroviar Chongqing 2 și 3 (în chineză: 重庆轨道交通2号线-重庆轨道交通3号线袁家岗站-四公里站高架桥, transliterat: Chóngqìng guǐdào jiāotōng 2 hào xiàn-chóngqìng guǐdào jiāotōng 3 hào xiàn yuánjiāgǎng zhàn-sì gōnglǐ zhàn gāojiàqiáo) | Chongqing Rail Transit | 41.550,77   | 260 (x2)              | 2014                   | monorail                                       | China                    |
|                                                              | Linia 4 a metroului din Suzhou (în chineză: 苏州地铁4号线, transliterat: Sūzhōu dìtiě 4 hào xiàn) | | 41.500      | tunel                 | 2017                   | metrou                                         | China                    |
|                                                              | Linia 9 (Serpuhovsko-Timireazevskaia) a metroului din Moscova (în rusă Серпуховско-Тимирязевская линия, transliterat: Serpuhovsko-Timireazevskaia linia) | Între stațiile Altufievo și Bulvar Dmitria Donskogo, construcție începută în perioada URSS | 41.470      | tunel                 | 1983, 2002             | metrou                                         | Rusia                    |
|                                                              | Viaductul Jingde (în chineză: 景德特大桥, transliterat: Jǐng dé tèdà qiáo) | Calea ferată de mare viteză Shijiazhuang-Jinan | 41.412      | 100                   | 2016                   | cale ferată de mare viteză                     | China                    |
|                                                              | Viaductul Xinxu (în chineză: 新许特大桥, transliterat: Xīn xǔ tèdà qiáo) | Calea ferată de mare viteză Beijing-Guangzhou | 41.209      | 65                    | 2009                   | cale ferată de mare viteză                     | China                    |
|                                                              | Viaductul Gucheng (în chineză: 古城特大桥, transliterat: Gǔchéng tèdà qiáo) | Calea ferată de mare viteză Shanghehang | 40.967      | 64                    | 2020                   | cale ferată de mare viteză                     | China                    |
|                                                              | Linia 12 a metroului din Madrid (în spaniolă Línea 12 del Metro de Madrid) | | 40.900      | tunel                 | 1999, 2003             | metrou                                         | Spania                   |
|                                                              | Viaductul șoselei interioare de centură Jakarta (în indoneziană Jalan Tol Lingkar Dalam Jakarta) | Șoseaua interioară de centură Jakarta | 40.890      | viaduct               | 2016                   | autostradă                                     | Indonezia                |
|                                                              | Viaductul Qingpu (în chineză: 青浦特大桥, transliterat: Qīngpǔ tèdà qiáo) | Calea ferată de mare viteză Shanghai-Suzhou | 40.776      | 80                    | 2023                   | cale ferată de mare viteză                     | China                    |
|                                                              | Linia Oedo a metroului Toei (în japoneză 都営地下鉄大江戸線, transliterat: Toeichikatetsu ōedo-sen) | Între stațiile Tocho-mae – Shiodome – Hikarigaoka, Tokyo | 40.700      | tunel                 | 1991, 2000             | metrou                                         | Japonia                  |
|                                                              | Podul Minpu-Viaductul Songjiang (în chineză: 闵浦大桥-松江高架桥, transliterat: Mǐn pǔ dàqiáo-sōngjiāng gāojiàqiáo) | Autostrada Shanghai–Jiaxing–Huzhou | 40.520      | 708                   | 2010                   | autostradă                                     | China                    |
|                                                              | Viaductul Lianyungang (în chineză: 连云港特大桥, transliterat: Liányúngǎng tèdà qiáo) | Calea ferată de mare viteză Xuzhou-Lianyungang | 40.035      | 80                    | 2022                   | cale ferată de mare viteză                     | China                    |
|                                                              | Tunelul de alimentare a centralei hidroelectrice Kárahnjúkar (în islandeză Kárahnjúkavirkjun) | 7.2–7.6 m în diametru, secțiune transversală 45 m², parte a unui sistem de tuneluri cu o lungime totală de 72 km, Fljótsdalshreppur                                                                                                   | 39.700      | tunel                 | 2003, 2007             | centrală hidroelectrică                        | Islanda                  |
|                                                              | Autostrada suspendată de centură exterioară Changzhou (în chineză: 常州外环高架路, transliterat: Chángzhōu wài huán gāojiàlù) | Autostrada de centură exterioară Changzhou | 39.680      | viaduct               | 2010                   | autostradă                                     | China                    |
|                                                              | Apeductul Quabbin (în engleză Quabbin Aqueduct) | Apeductul Quabbin transportă apa de la bazinul de acumulare Quabbin la bazinul de acumulare Wachusett, Massachusetts | 39.600      | tunel                 | 1933                   | alimentare cu apă                              | Statele Unite            |
|                                                              | Podul peste fluviul Lalin (în chineză: 拉林河特大桥, transliterat: Lā lín hé tèdà qiáo) | Calea ferată de mare viteză Harbin-Dalian | 39.541      | 80                    | 2012                   | cale ferată de mare viteză                     | China                    |
|                                                              | Viaductul Diaohe (în chineză: 刁河特大桥, transliterat: Diāo hé tèdà qiáo) | Calea ferată de mare viteză Zhengzhou-Chongqing | 39.322      | 120                   | 2020                   | cale ferată de mare viteză                     | China                    |
|                                                              | Linia 4 a metroului din Chengdu (în chineză: 成都地铁4号线, transliterat: Chéngdū dìtiě 4 hào xiàn) | | 39.300      | tunel                 | 2015, 2017             | metrou                                         | China                    |
|                                                              | Sistemul de autostrăzi suspendate Metro Manila (în engleză Metro Manila Skyway System) | Expressway 2 Asian Highway 26 | 39.200      | viaduct               | 2021                   | autostradă                                     | Filipine                 |
|                                                              | Podul peste fluviul Huánghé (în chineză: 黄河特大桥, transliterat: Huánghé tèdà qiáo) | Calea ferată de mare viteză Beijing-Xiong'an-Shangqiu | 39.072      | viaduct               | 2024                   | cale ferată de mare viteză                     | China                    |
|                                                              | Linia 3 a metroului din Xi'an (în chineză: 西安地铁3号线, transliterat: Xī'ān dìtiě 3 hào xiàn) | | 39.000      | tunel                 | 2016                   | metrou                                         | China                    |
|                                                              | Viaductul Humen-Nanshan (în chineză: 虎门-南山高架桥, transliterat: Hǔmén-nánshān gāojiàqiáo) | Autostrada Guangzhou-Shenzhen Riverside | 38.820      | 216                   | 2013                   | autostradă                                     | China                    |
|                                                              | Viaductul Huaihong Xinhe (în chineză: 怀洪新河特大桥, transliterat: Huái hóngxīnhé tèdà qiáo) | Calea ferată de mare viteză Hesu | 38.692      | 160                   | 2023                   | cale ferată de mare viteză                     | China                    |
|                                                              | Viaductul Linfu (în chineză: 临阜特大桥, transliterat: Lín fù tèdà qiáo) | Calea ferată de mare viteză Zhengfu | 38.600      | viaduct               | 2020                   | cale ferată de mare viteză                     | China                    |
|                                                              | Linia 7 a metroului din Chengdu (în chineză: 成都地铁7号线, transliterat: Chéngdū dìtiě 7 hào xiàn) | | 38.600      | tunel                 | 2017                   | metrou                                         | China                    |
|                                                              | Viaductul Yancheng (în chineză: 盐城特大桥, transliterat: Yánchéng tèdà qiáo) | Calea ferată de mare viteză Xuzhou-Suzhou-Huaiyang-Yancheng | 38.570      | 312                   | 2019                   | cale ferată de mare viteză                     | China                    |
|                                                              | Secțiunea înălțată a autostrăzii Isewangan (în japoneză 伊勢湾岸自動車道高架区間, transliterat: Isewanganjidōshadō kōka kukan) | Isewangan Jidōshadō | 38.497      | 585                   | 2005                   | autostradă                                     | Japonia                  |
|                                                              | Viaductul lacului Pontchartrain (în engleză Lake Pontchartrain Causeway) | Causeway Boulevard | 38.442      | viaduct               | 1956, 1969             | șosea                                          | Statele Unite            |
|                                                              | Viaductul dintre stațiile Dinghushan și Yundonghai (în chineză: 鼎湖山站-云东海站高架桥, transliterat: Dǐng húshān zhàn-yún dōnghǎi zhàn gāojiàqiáo) | Calea ferată de mare viteză Guangzhou-Zhaozhou | 38.390      | 140                   | 2016                   | cale ferată de mare viteză                     | China                    |
|                                                              | Linia 3 a metroului din Seul (în japoneză 서울 지하철 3호선, transliterat: Seoul jihacheol 3hoseon) | Între stațiile Apgujeong și Ogeum | 38.200      | tunel                 | 1985, 2010             | metrou                                         | Coreea de Sud            |
|                                                              | Viaductul Sanyo Shinkansen Kobe Nishi (în japoneză 山陽新幹線, transliterat: San'yōshinkansen) | Sanyo Shinkansen Tōkaidōhonsen | 38.020      | viaduct               | 1964                   | cale ferată de mare viteză                     | Japonia                  |
|                                                              | Viaductul Liniei 1 de metrou ușor din Wuhan (în chineză: 武汉轨道交通1号线, transliterat: Wǔhàn guǐdào jiāotōng 1 hào xiàn) | Linia 1 de metrou ușor din Wuhan | 37.980      | 105                   | 2017                   | metrou ușor                                    | China                    |
|                                                              | Linia 6 (Kalujsko-Rijskaia) a metroului din Moscova (în rusă Калужско-Рижская линия, transliterat: Kalujsko-Rijskaia linia) | Cel mai lung tunel feroviar între 1978 și 1984 și din noiembrie 1987 până în martie 1988, cel mai lung tunel de metrou/tranzit rapid între 1990 și 1995, între stațiile Novoiasenevskaia și Medvedkovo, construcție din perioada URSS | 37.800      | tunel                 | 1958, 1990             | metrou                                         | Rusia                    |
|                                                              | Viaductul liniilor de metrou Fangshan și Yanfang din Beijing (în chineză: 北京地铁房山线-燕房线, transliterat: Běijīng dìtiě fángshān xiàn-yàn fáng xiàn) | Linia de metrou Fangshan Linia de metrou Yanfang | 37.740      | viaduct               | 2017                   | metrou ușor                                    | China                    |
|                                                              | Viaductul foarte mare din comitatul Xiao (în chineză: 萧县特大桥, transliterat: Xiāo xiàn tèdà qiáo) | Calea ferată de mare viteză Xulan | 37.615      | 65                    | 2014                   | cale ferată de mare viteză                     | China                    |
|                                                              | Viaductul Strada Hailar - Drumul Jinhai (în chineză: 海拉尔大街-金海路高架桥, transliterat: Hǎilā'ěr dàjiē-jīnhǎi lù gāojiàqiáo) | | 37.600      | viaduct               | 2019                   | șosea                                          | China                    |
|                                                              | Linia 1 a metroului din Shenzhen (în chineză: 深圳地铁1号线, transliterat: Shēnzhèn dìtiě 1 hào xiàn) | | 37.497      | tunel                 | 2009, 2011             | metrou                                         | China                    |
|                                                              | Linia 1 a metroului din Chengdu (în chineză: 成都地铁1号线, transliterat: Chéngdū dìtiě 1 hào xiàn) | | 37.470      | tunel                 | 2010, 2018             | metrou                                         | China                    |
|                                                              | Tunelul Harold D. Roberts (în engleză Harold D. Roberts Tunnel) | Transportă apa din bazinul hidrografic Colorado către bazinul hidrografic South Platte pentru a fi utilizată în zona metropolitană Denver, adâncime maximă 1.361 m                                                                    | 37.464      | tunel                 | 1962                   | alimentare cu apă                              | Statele Unite            |
|                                                              | Secțiunea înălțată a liniei feroviare Keiyo (în japoneză 京葉線, transliterat: Keiyōsen) | JR East Keiyo line | 37.460      | 30                    | 1990                   | cale ferată                                    | Japonia                  |
|                                                              | Viaductul Chiping (în chineză: 茌平特大桥, transliterat: Chí píng tèdà qiáo) | Calea ferată de mare viteză Jizheng | 37.401      | viaduct               | 2023                   | cale ferată de mare viteză                     | China                    |
|                                                              | Podul peste fluviul Ganjiang (în chineză: 赣江特大桥, transliterat: Gàn jiāng tèdà qiáo) | Calea ferată de mare viteză Jizheng | 37.132      | 196                   | 2015                   | cale ferată de mare viteză                     | China                    |
|                                                              | Tunelul dintre Barajul Moera și râul Ash al Proiectului de deviere a apei din zonele muntoase din Lesotho (în sotho Morero oa Metsi a Lihlaba Lesotho) | Al doilea cel mai lung tunel din Africa | 37.000      | tunel                 | 1998                   | alimentare cu apă                              | Lesotho/ · Africa de Sud |
|                                                              | Viaductul peste mlaștina Manchac (în engleză Manchac Swamp Bridge) | Interstate 55, U.S. Highway 51 | 36.710      | viaduct               | 1979                   | autostradă                                     | Statele Unite            |
|                                                              | Viaductul Beijiao Xinhe (în chineză: 北胶新河特大桥, transliterat: Běi jiāo xīn hé tèdà qiáo) | Calea ferată de mare viteză Ji-Qing | 36.947      | 40                    | 2018                   | cale ferată de mare viteză                     | China                    |
|                                                              | Viaductul dintre Podul râului Jiayu Yangtze și Honghu (în chineză: 嘉鱼长江大桥-洪湖高架桥, transliterat: Jiā yú chángjiāng dàqiáo-hónghú gāojiàqiáo) | Autostrada de centură Wuhan | 36.580      | 920                   | 2020                   | autostradă                                     | China                    |
|                                                              | Viaductul dintre a patra centură Zhengzhou și proiectul de dezvoltare a drumului rapid Dahe (în chineză: 郑州四环线及大河路快速化工程, transliterat: Zhèngzhōu sì huánxiàn jí dàhé lù kuàisù huà gōngchéng)                                                                           | Șoseaua Dahe, Șoseaua de centură a 4-a de est, Șoseaua de centură a 4-a de sud, Șoseaua de centură a 4-a de vest | 36.580      | 920                   | 2020                   | autostradă                                     | China                    |
|                                                              | Pasajul Șeic Mohammed bin Zayed, (în indoneziană Jalan Layang Sheikh Mohammed bin Zayed) | Autostrada suspendată Jakarta–Cikampek Asian Highway 2 | 36.400      | viaduct               | 2019                   | autostradă                                     | Indonezia                |
|                                                              | Viaductul Minquan (în chineză: 民权特大桥, transliterat: Mínquán tèdà qiáo) | Calea ferată de mare viteză Xulan | 36.203      | viaduct               | 2016                   | cale ferată de mare viteză                     | China                    |
| Shenzhen Metro Line 9 Train Display.jpg                      | Linia 9 a metroului din Shenzhen (în chineză: 深圳地铁9号线, transliterat: Shēnzhèn dìtiě 9 hào xiàn) | Între stațiile Wenjin și Qianwan | 36.180      | tunel                 | 2016, 2019             | metrou                                         | China                    |
|                                                              | Linia 2 a metroului din Shenzhen (în chineză: 深圳地铁2号线, transliterat: Shēnzhèn dìtiě 2 hào xiàn) | | 36.146      | tunel                 | 2010, 2011             | metrou                                         | China                    |
|                                                              | Viaductul Xijiang (în chineză: 西江特大桥, transliterat: Xījiāng tèdà qiáo) | Calea ferată din portul Nansha | 36.140      | 220                   | 2021                   | cale ferată                                    | China                    |
| Fișier:Jaber Bridge.jpg                                      | Secțiunea principală (Subiya) a Podului Șeic Jaber Al-Ahmad Al-Sabah (în arabă جسر الشيخ جابر الأحمد الصباح, transliterat: Jisr alshaykh jabir al'ahmad alsabaah) | | 36.140      | viaduct               | 2019                   | șosea                                          | Kuweit                   |
|                                                              | Tunelul Dawushan al proiectului de alimentare cu apă Niulanjiang-Dianchi (în chineză: 牛栏江－滇池补水工程大五山隧洞, transliterat: Niú lán jiāng-diānchí bǔshuǐ gōngchéng dà wǔshān suìdòng)                                                                                         | Proiect de deviere a râului Niulan către lacul Dianchi, Yunnan | 36.137      | tunel                 | 2013                   | alimentare cu apă                              | China                    |
|                                                              | Zidurile fortului Kumbhalgarh (în tamilă கும்பல்கர்க் கோட்டை, transliterat: Kumpalkark kōṭṭai) | Ziduri de apărare din piatră | 36.000      |                       | sec. XV                | fortificație                                   | India                    |
|                                                              | Linia 10 a metroului din Shanghai (în chineză: 上海轨道交通10号线, transliterat: Shànghǎi guǐdào jiāotōng 10 hào xiàn) | | 36.000      | tunel                 | 2010                   | metrou                                         | China                    |
|                                                              | Linia roșie a metroului Dubai (în arabă الخط الأحمر (مترو دبي), transliterat: Alkhatu al'ahmar (mitru dibi)) | Metroul Dubai | 35.980      | viaduct               | 2009                   | metrou ușor                                    | Emiratele Arabe Unite    |
|                                                              | Viaductul Yangcun (în chineză: 杨村特大桥, transliterat: Yáng cūn tèdà qiáo) | Calea ferată de mare viteză Beijing-Tianjin | 35.812      | viaduct               | 2007                   | cale ferată de mare viteză                     | China                    |
|                                                              | Viaductul Lianshui (în chineză: 涟水特大桥, transliterat: Lián shuǐ tèdà qiáo) | Calea ferată de mare viteză Lianzhen | 35.760      | 120                   | 2018                   | cale ferată de mare viteză                     | China                    |
| MRT map CC.svg                                               | Linia circulară de tranzit rapid din Singapore (MRT Circle Line) (în malaieză Laluan MRT Bulatan) | | 35.700      | tunel                 | 2009, 2012             | metrou                                         | Singapore                |
|                                                              | Podul din golful Hangzhou (în chineză: 杭州湾跨海大桥, transliterat: Hángzhōu wān kuà hǎi dàqiáo) | Shenhai Expressway, Hangzhou Bay Ring Expressway | 35.673      | 448                   | 2007                   | autostradă                                     | China                    |
|                                                              | Viaductul Pizhou (în chineză: 邳州特大桥, transliterat: Pīzhōu tèdà qiáo) | Calea ferată de mare viteză Xulian | 35.578,9    | 112                   | 2022                   | cale ferată de mare viteză                     | China                    |
|                                                              | Viaductul dintre podul peste râul Yuxi și podul Yijishan peste fluviul Yangtze (în chineză: 裕溪河特大桥-弋矶山长江大桥, transliterat: Yù xī hé tèdàqiáo-yì jī shān chángjiāng dà qiáo)                                                                                               | Calea ferată de mare viteză Hangzhou | 35.520      | 588                   | 2019                   | cale ferată de mare viteză                     | China                    |
|                                                              | Linia 2 a metroului din Busan (în coreeană 부산 도시철도 2호선, transliterat: Busan dosicheoldo 2hoseon) | Între stațiile Dongwon și Jangsan | 35.500      | tunel                 | 1999, 2009             | metrou                                         | Coreea de Sud            |
|                                                              | Viaductul Funingte (în chineză: 阜宁特大桥, transliterat: Fù níng tèdà qiáo) | Calea ferată de mare viteză Xusu Huaiyan | 35.487      | 128                   | 2018                   | cale ferată de mare viteză                     | China                    |
|                                                              | Podul peste fluviul Qishui (în chineză: 漆水河特大桥, transliterat: Qī shuǐ hé tèdà qiáo) | Calea ferată de mare viteză Xulan | 35.486,1    | 64                    | 2013                   | cale ferată de mare viteză                     | China                    |
|                                                              | Tunelul lacului Songshan (în chineză: 用 松山湖隧, transliterat: Yòng sōngshān hú suì) | Cel mai lung tunel feroviar din China, calea ferată de mare viteză Dongguan–Huizhou, Dongguan | 35.391      | tunel                 | 2016                   | cale ferată                                    | China                    |
|                                                              | Viaductul Lianjiang (în chineză: 连江特大桥, transliterat: Lián jiāng tèdà qiáo) | Calea ferată de mare viteză Hesu | 35.300      | 80                    | 2023                   | cale ferată de mare viteză                     | China                    |
|                                                              | Viaductul Chengdu Xite (în chineză: 成都西特大桥, transliterat: Chéngdū xī tèdà qiáo) | Calea ferată de mare viteză Chengdu-Puzhou | 35.213      | viaduct               | 2019                   | cale ferată de mare viteză                     | China                    |
|                                                              | Linia 6 a metroului din Seul (în japoneză 서울 지하철 6호선, transliterat: Seoul jihacheol 6hoseon) | | 35.100      | tunel                 | 2001                   | metrou                                         | Coreea de Sud            |
|                                                              | Linia 7 a metroului din Seul (în japoneză 서울 지하철 7호선, transliterat: Seoul jihacheol 6hoseon) | Între stațiile Cheongdam și Bupyeong-gu Office | 35.100      | tunel                 | 2000, 2012             | metrou                                         | Coreea de Sud            |
|                                                              | Linia 5 de monorail Jining Yungui (în chineză: 济宁云轨5号线, transliterat: Jìníng yún guǐ 5 hào xiàn) | | 35.000      | viaduct               | 2023                   | monorail                                       | China                    |
|                                                              | Viaductul Qingfeng (în chineză: 清丰特大桥, transliterat: Qīng fēng tèdà qiáo) | Calea ferată de mare viteză Jizheng | 34.898      | viaduct               | 2020                   | cale ferată de mare viteză                     | China                    |
|                                                              | Viaductul Yuanjiang (în chineză: 沅江特大桥, transliterat: Yuánjiāng tèdà qiáo) | Calea ferată de mare viteză Changyichang | 34.873      | viaduct               | 2022                   | cale ferată de mare viteză                     | China                    |
|                                                              | Linia 5 a metroului din Tianjin (în chineză: 天津地铁5号线, transliterat: Tiānjīn dìtiě 5 hào xiàn) | | 34.800      | tunel                 | 2018, 2021             | metrou                                         | China                    |
|                                                              | Autostrada suspendată Jiamin (în chineză: 嘉闵高架路, transliterat: Jiā mǐn gāojiàlù) | Autostrada provincială Shanghai 228 | 34.770      | viaduct               | 2018                   | autostradă                                     | China                    |
|                                                              | Secțiunea suspendată de pe Linia 1 a metroului din Lima (în spaniolă Metro de Lima y Callao) | Metro de Lima y Callao | 34.600      | viaduct               | 2014                   | metrou ușor                                    | Peru                     |
|                                                              | Podul rutier și de cale ferată Zhengzhou Wantan (în chineză: 郑州万滩黄河公铁大桥, transliterat: Zhèngzhōu wàn tān huánghé gōng tiě dàqiáo) | Calea ferată de mare viteză Jizheng | 34.590      | viaduct               | 2021                   | cale ferată de mare viteză/autostradă          | China                    |
|                                                              | Viaductul Dafengte (în chineză: 大丰特大桥, transliterat: Dà fēng tèdà qiáo) | Calea ferată de mare viteză Yantong | 34.590      | 80                    | 2021                   | cale ferată de mare viteză                     | China                    |
|                                                              | Tunelul Lötschberg (în germană Lötschberg Basis Tunnel) | Cel mai lung tunel feroviar terestru până la deschiderea tunelului Gotthard (2016), două tuburi cu o singură cale de-a lungul a 12 km, doar o singură cale de-a lungul a 22 km, Alpii Bernezi                                         | 34.577      | tunel                 | 2007                   | cale ferată                                    | Elveția                  |
|                                                              | Viaductul Hengjing (în chineză: 衡景特大桥, transliterat: Héng jǐng tèdà qiáo) | Calea ferată de mare viteză Shiji | 34.522      | 200                   | 2016                   | cale ferată de mare viteză                     | China                    |
|                                                              | Linia verde a metroului ușor BTS Skytrain Bangkok (în thailandeză รถไฟฟ้าบีทีเอส สายสุขุมวิท, transliterat Rt̄h fị f̂ā bī thī xes̄ s̄āy s̄uk̄humwith) | BTS Skytrain | 34.500      | viaduct               | 2019                   | metrou ușor                                    | Thailanda                |
|                                                              | Viaductul Suining (în chineză: 睢宁特大桥, transliterat: Suī níng tèdà qiáo) | Calea ferată de mare viteză Xusu Huaiyan | 34.467      | 80                    | 2018                   | cale ferată de mare viteză                     | China                    |
|                                                              | Podul peste lacul Jinxi (în chineză: 金溪湖特大桥, transliterat: Jīn xī hú tèdà qiáo) | Calea ferată de mare viteză Changjinghuang | 34.455      | viaduct               | 2023                   | cale ferată de mare viteză                     | China                    |
|                                                              | Autostrada suspendată Yunxi (în chineză: 运溪高架路, transliterat: Yùn xī gāojiàlù) | Yuhang East-West Expressway | 34.400      | viaduct               | 2021                   | autostradă                                     | China                    |
|                                                              | Viaductul Hefei Dongte (în chineză: 合肥东特大桥, transliterat: Héféi dōng tèdà qiáo) | Calea ferată de mare viteză Hesu | 34.395      | 80                    | 2023                   | cale ferată de mare viteză                     | China                    |
|                                                              | Podul Dashitai peste autostrada Beijing-Hong Kong-Macao (în chineză: 大寺台跨京港澳高速公路特大桥, transliterat: Dàsì tái kuà jīng gǎng'ào gāosù gōnglù tèdà qiáo) | Calea ferată de mare viteză Beijing-Guangzhou | 34.151,4    | 128                   | 2010                   | cale ferată de mare viteză                     | China                    |
|                                                              | Viaductul Huanglou-Hongzete (în chineză: 黄楼-洪泽特大桥, transliterat: Huáng lóu-hóng zé tèdà qiáo) | Calea ferată de mare viteză Ninghuai | 34.148      | viaduct               | 2023                   | cale ferată de mare viteză                     | China                    |
|                                                              | Autostrada Tokyo Gaikan (în japoneză 東京外環自動車道, transliterat: Tōkyōgaikanjidōshadō) | Tokyo Gaikan Expressway | 34.400      | viaduct               | 2021                   | autostradă                                     | Japonia                  |
|                                                              | Linia 4 a metroului din Istanbul (în turcă M4 Metro Hattı) | | 34.050      | tunel                 | 2012                   | metrou                                         | Turcia                   |
|                                                              | Tunelul Tyne-Tees (în engleză Tyne-Tees Tunnel) | Tunelul oferă un mijloc de a utiliza excesul de apă a lacului Kielder pentru a face față deficiențelor din zonele centrale și sudice ale comitatului Northumberland                                                                   | 34.000      | tunel                 | 1983                   | alimentare cu apă                              | Regatul Unit             |
|                                                              | Linia 8 a metroului din Guangzhou (în chineză: 广州地铁8号线, transliterat: Guǎngzhōu dìtiě 8 hào xiàn) | | 33.900      | tunel                 | 2010, 2020             | metrou                                         | China                    |
|                                                              | Linia principală U2 a metroului din München (în germană Stammstrecke 2 der Münchner U-Bahn) | Între stațiile Feldmoching și Messestadt Ost | 33.800      | tunel                 | 1980, 2004             | metrou                                         | Germania                 |
|                                                              | Viaductul Yinghe (în chineză: 颖河特大桥, transliterat: Yǐng hé tèdà qiáo) | Calea ferată de mare viteză Zhengzhou-Chongqing | 33.530      | 30                    | 2020                   | cale ferată de mare viteză                     | China                    |
|                                                              | Secțiunea de sud a șoselei de centură exterioară Bangkok (în thailandeză ถนนวงแหวนรอบนอกกรุงเทพมหานคร, transliterat T̄hnn wngh̄æwn rxb nxk krungthephmh̄ānkhr) | Thanon Kanchanaphisek | 33.100      | 500                   | 2006                   | autostradă                                     | Thailanda                |
|                                                              | A doua șosea de centură suspendată Changchun (în chineză: 长春二环高架, transliterat: Zhǎngchūn èr huán gāojià) | Changchun Expressway | 33.100      | viaduct               | 2012                   | autostradă                                     | China                    |
|                                                              | Linia 7 a metroului din Madrid (în spaniolă Línea 7 del Metro de Madrid) | | 32.919      | tunel                 | 1974, 2007             | metrou                                         | Spania                   |
|                                                              | Tunelul Guanjiao (în chineză: 关角隧道, transliterat: Guān jiǎo suìdào) | Cel mai lung tunel de pe secțiunea modernizată cu două căi Xining–Golmud a căii ferate Qinghai–Tibet, cel mai lung tunel feroviar din China până în 2016, altitudine: 3.323,58 – 3.380,97 m                                           | 32.645      | tunel                 | 2014                   | cale ferată                                    | China                    |
|                                                              | Podul peste canalul principal al proiectului de deviere a apei de la sud la nord (în chineză: 跨南水北调总干渠特大桥, transliterat: Kuà nánshuǐběidiào zǒng gànqú tèdà qiáo) | Calea ferată de mare viteză Xu-Lanzhou | 32.500      | 100                   | 2010                   | cale ferată de mare viteză                     | China                    |
|                                                              | Podul Donghai (în chineză: 東海大橋, transliterat: Dōnghǎi Dàqiáo) | Shanghai Expressway S2 | 32.500      | 400                   | 2005                   | autostradă                                     | China                    |
|                                                              | Viaductul Yuhang (în chineză: 余杭特大桥, transliterat: Yúháng tèdà qiáo) | Calea ferată de mare viteză de legătură Hanghuang Huzhou și Hangzhou Vest | 32.487      | viaduct               | 2023                   | cale ferată de mare viteză                     | China                    |
|                                                              | Liniile Meijo și Meikō ale Metroului Municipal Nagoya (în japoneză 名古屋市営地下鉄, transliterat: Nagoyashieichikatetsu) | | 32.400      | tunel                 | 1965, 2004             | metrou                                         | Japonia                  |
|                                                              | Autostrada Nanzhong (în chineză: 南中高速公路, transliterat: Nán zhōng gāosù gōnglù) | Nansha-Zhongshan Expressway | 32.398      | 390                   | 2024                   | autostradă                                     | China                    |
|                                                              | Linia 4 (verde) a metroului din Mumbai (în hindi लाइन 4 (मुंबई मेट्रो), transliterat: Lain 4 (mumbee metro)) | Mumbai Metro | 32.320      | viaduct               | 2025                   | metrou ușor                                    | India                    |
|                                                              | Viaductul Hokuriku Shinkansen Toyama (în japoneză 北陸新幹線 富山高架橋, transliterat: Hokuriku shinkansen Toyama-kō kakyō) | Hokuriku Shinkansen | 32.080      | 80                    | 2015                   | cale ferată de mare viteză                     | Japonia                  |
|                                                              | Podul feroviar Xinshi (în chineză: 新石铁路特大桥, transliterat: Xīn shí tiělù tèdà qiáo) | Calea ferată de mare viteză Rilan | 32.048,5    | 196                   | 2023                   | cale ferată de mare viteză                     | China                    |
|                                                              | Viaductul liniei 14 de metrou Guangzhou (în chineză: 广州地铁14号线高架桥, transliterat: Guǎngzhōu dìtiě 14 hào xiàn gāojiàqiáo) | Linia 14 de metrou Guangzhou | 32.000      | viaduct               | 2018                   | metrou ușor                                    | China                    |
|                                                              | Linia 2 a metroului din Guangzhou (în chineză: 广州地铁2号线, transliterat: Guǎngzhōu dìtiě 2 hào xiàn)] | | 32.000      | tunel                 | 2010                   | metrou                                         | China                    |
|                                                              | Tunelul dintre Barajul Mohale și Barajul Kazi al Proiectului de deviere a apei din zonele muntoase din Lesotho (în sotho Morero oa Metsi a Lihlaba Lesotho) | | 32.000      | tunel                 | 2004                   | alimentare cu apă                              | Lesotho/ · Africa de Sud |
|                                                              | Autostrada suspendată Uttaraphimuk către aeroportul Don Mueang Bangkok (în thailandeză ทางยกระดับอุตราภิมุข, transliterat Thāng yk radạb xu trā p̣hi muk̄h) | Autostrada Națională nr. 31 Autostrada nr. 5 | 31.820      | 30                    | 2012                   | autostradă                                     | Thailanda                |
|                                                              | Linia U7 a metroului Berlin (în germană Berlin U-Bahn) | Între stațiile Rathaus Spandau și Rudow | 31.800      | tunel                 | 1924, 1984             | metrou                                         | Germania                 |
|                                                              | Viaductul Beichen (în chineză: 北辰特大桥, transliterat: Běichén tèdà qiáo) | Calea ferată de mare viteză Beijing-Binhin | 31.740      | 125                   | 2022                   | cale ferată de mare viteză                     | China                    |
|                                                              | Viaductul cu șine duble Hongze-Jinhu (în chineză: 洪泽-金湖双线特大桥, transliterat: Hóng zé-jīn hú shuāng xiàn tèdà qiáo) | Calea ferată de mare viteză Ninghuai | 31.722      | viaduct               | 2023                   | cale ferată de mare viteză                     | China                    |
|                                                              | Marele Pod Weiyuan (în chineză: 卫运河特大桥, transliterat: Wèi yùnhé tèdà qiáo) | Calea ferată de mare viteză Beijing-Xiongan-Shanghai | 31.703      | viaduct               | 2024                   | cale ferată de mare viteză                     | China                    |
|                                                              | Linia Metropolitan Expressway Kawaguchi (în japoneză 首都高速川口線, transliterat: Shutokōzoku Kawaguchi-sen) | Linia Metropolitan Expressway Kawaguchi | 31.660      | viaduct               | 1987                   | autostradă                                     | Japonia                  |
|                                                              | Linia violet a metroului din Delhi (în hindi बैंगनी लाइन (दिल्ली मेट्रो), transliterat: Bainganee lain (dillee metro)) | Delhi Metro | 31.660      | viaduct               | 2016                   | metrou ușor                                    | India                    |
|                                                              | Tunelul Gerede(în turcă Gerede Tüneli) | Cel mai lung tunel de apă potabilă din Turcia, 5,2 m în diametru | 31.592      | tunel                 | 2019                   | alimentare cu apă                              | Turcia                   |
|                                                              | Podul peste fluviul Xuhong (în chineză: 徐洪河特大桥, transliterat: Xúhónghé tèdà qiáo) | Calea ferată de mare viteză Xu-Su-Huai-Yan | 31.522      | 200                   | 2018                   | cale ferată de mare viteză                     | China                    |
|                                                              | Viaductul Zaronte (în chineză: 扎龙特大桥, transliterat: Zhā lóng tèdà qiáo) | Calea ferată de mare viteză Haqi | 31.515,64   | 64                    | 2013                   | cale ferată de mare viteză                     | China                    |
|                                                              | Podul peste râul Qingyi (în chineză: 青弋江特大桥, transliterat: Qīng yì jiāng tèdà qiáo) | Calea ferată de mare viteză Anhui-Jiangxi | 31.456      | 125                   | 2017                   | cale ferată de mare viteză                     | China                    |
|                                                              | Linia Bundang a metroului din Seul (în japoneză 분당선, transliterat: Bundangseon) | Între stațiile Seoul Forest și Jukjeon | 31.400      | tunel                 | 1994, 2012             | metrou                                         | Coreea de Sud            |
|                                                              | Linia 2 a metroului din Daegu (în japoneză 대구 도시철도 2호선, transliterat: Daegu dosicheoldo 2hoseon) | | 31.400      | tunel                 | 2005, 2012             | metrou                                         | Coreea de Sud            |
|                                                              | Secțiunea suspendată a celui de-al treilea inel de centură Hohhot (în chineză: 呼和浩特三环快速路高架段, transliterat: Hūhéhàotè sān huán kuàisù lù gāojià duàn) | | 31.300      | viaduct               | 2019                   | autostradă                                     | China                    |
|                                                              | Viaductul Jishang (în chineză: 济商特大桥, transliterat: Jì shāng tèdà qiáo) | Calea ferată de mare viteză Jibin | 31.293      | 144                   | 2024                   | cale ferată de mare viteză                     | China                    |
|                                                              | Tunelul de adâncime Milwaukee Metropolitan Sewerage District faza 1 (în engleză Milwaukee Metropolitan Sewerage District Deep Tunnel Phase 1) | Tunelul asigură transferul apelor uzate către o stație de epurare, pentru a preveni deversarea acestora în Lacul Michigan, Milwaukee County, Wisconsin                                                                                | 31.221      | tunel                 | 1993                   | rețea apă uzată                                | Statele Unite            |
|                                                              | Autostrada suspendată Shanghai Central-Huaxia (în chineză: 上海中环-华夏高架路, transliterat: Shànghǎi zhōnghuán-huáxià gāojiàlù) | | 31.200      | viaduct               | 2009                   | autostradă                                     | China                    |
|                                                              | Viaductul Gaoxin (în chineză: 藁辛特大桥, transliterat: Gǎo xīn tèdà qiáo) | Calea ferată de mare viteză Shiji | 31.100      | 48                    | 2015                   | cale ferată de mare viteză                     | China                    |
| Flash light map of SFM04 train of Line 1, Beijing Subway.jpg | Linia 1 a metroului din Beijing (în chineză: 北京地铁1号线, transliterat: Běijīng dìtiě 1 hào xiàn) | | 31.040      | tunel                 | 1971, 2000             | metrou                                         | China                    |
|                                                              | Viaductul Puyang (în chineză: 濮阳特大桥, transliterat: Púyáng tèdà qiáo) | Calea ferată de mare viteză Jizheng | 31.015      | viaduct               | 2020                   | cale ferată de mare viteză                     | China                    |
|                                                              | Magistrala 1 (M1) a metroului din București | O secțiune de 8.670 m a traseului este utilizată în comun cu Magistrala 3 (M3) | 31.010      | tunel                 | 1979, 1992             | metrou                                         | România                  |
|                                                              | Secțiunea suspendată Ichinomiya (Linia 16) - Tokai (Liniile 6, 4) a autostrăzii Nagoya (în japoneză 名古屋高速道路16号一宫线-6号线-4号东海线高架路, transliterat: Mínggǔwū gāosù dàolù 16 hào yī gōng xiàn-6 hào xiàn-4 hào dōnghǎi xiàn gāojiàlù)                                    | Nagoya Urban Expressway 16 Nagoya Urban Expressway 6 Nagoya Urban Expressway 4 | 30.910      | viaduct               | 2011                   | autostradă                                     | Japonia                  |
|                                                              | Linia 2 (portocalie) a metroului din Montreal (în engleză Orange Line of Montreal Metro) | Între stațiile Côte-Vertu și Montmorency | 30.798      | tunel                 | 1966, 2007             | metrou                                         | Canada                   |
|                                                              | Viaductul Yingshang (în chineză: 颍上特大桥, transliterat: Yǐng shàng tèdà qiáo) | Calea ferată de mare viteză Shanghe-Hangzhou | 30.264      | 80                    | 2020                   | cale ferată de mare viteză                     | China                    |
|                                                              | Linia 2 a metroului din Shanghai (în chineză: 上海轨道交通2号线, transliterat: Shànghǎi guǐdào jiāotōng 2 hào xiàn) | | 30.187      | tunel                 | 2000                   | metrou                                         | China                    |
|                                                              | Secțiunea suspendată a inelului de centură Ciudad de Mexico (în spaniolă Anillo Periférico) | Anillo Periférico | 30.150      | viaduct               | 2006                   | autostradă                                     | Mexic                    |
|                                                              | Linia 2 (Moskovsko-Petrogradskaia) a metroului din Sankt Petersburg (în rusă Московско-Петроградская линия, transliterat: Moskovsko-Petrogradskaia linia) | Între stațiile Parnas și Kupcino, construcție începută în perioada URSS | 30.100      | tunel                 | 1961, 2006             | metrou                                         | Rusia                    |
|                                                              | Podul Sultan Haji Omar Ali Saifuddien (în malaieză Jambatan Sultan Haji Omar 'Ali Saifuddien) | Brunei-Muara - Temburong | 30.000      | 260                   | 2020                   | șosea                                          | Brunei                   |

## Lista celor mai lungi structuri din lume în funcție de continent

### Africa
| Loc | Imagine | Nume                                                                           | Utilizare    | An/perioadă construire | Lungime (m) | Oraș                               | Țară     | Coordonate                                                       | Observații                                                                                     |
|     |         |                                                                                |              |                        |             |                                    |          |                                                                  |                                                                                                |
| --- | ------- | ------------------------------------------------------------------------------ | ------------ | ---------------------- | ----------- | ---------------------------------- | -------- | ---------------------------------------------------------------- | ---------------------------------------------------------------------------------------------- |
| 1.  |         | Șanțul din Benin (în edo Iyanuwo)                                              | fortificație | 800-1460               | 16.015.000  | Benin City                         | Nigeria  | 6°20′00″N 5°37′20″E / 6.33333°N 5.62222°E                        | Serie de lucrări masive de terasamente care înconjoară orașul Benin din statul Edo din Nigeria |
| 2.  |         | Podul 6 Octombrie (în arabă كوبري 6 أكتوبر‎, transliterat: Kubri 6 'uktubar‎)    | pod          | 1969                   | 20.500      | Cairo                              | Egipt    | 30°02′57″N 31°13′45″E / 30.0492°N 31.2292°E                      | Pod rutier                                                                                     |
| 3.  |         | Third Mainland Bridge                                                          | pod          | 1990                   | 11.800      | Lagos                              | Nigeria  | 6°30′00″N 3°24′05″E / 6.50000°N 3.40139°E                        | Pod rutier                                                                                     |
| 4.  |         | Nouvelle route du Littoral                                                     | pod          | 2022                   | 8.700       | Saint-Denis-La Possession, Réunion | Réunion  | 20°54′29″S 55°21′37″E / 20.907937223954615°S 55.36022789550425°E | Pod rutier, parte a Route nationale 1                                                          |
| 5.  |         | Podul peste fluviul Ogooué (în franceză Pont sur l’embouchure de l’Ogooué)     | pod          | 2019                   | 4.707       | Ogooué-Maritime, Gabon             | Gabon    | 0°48′21″S 12°44′03″E / 0.8058705953369689°S 12.73417746880461°E  | Pod rutier                                                                                     |
| 6.  |         | Podul peste laguna Nkomi (în franceză Pont sur la passe de la lagune de Nkomi) | pod          | 2019                   | 4.577       | Ogooué-Maritime, Gabon             | Gabon    | 1°21′52″S 9°03′31″E / 1.3644603646085027°S 9.058641888633883°E   | Pod rutier                                                                                     |
| 7.  |         | Podul Păcii (în arabă كوبري السلام, transliterat: Kubri alsalam)               | pod          | 2001                   | 3.900       | El Qantara, Guvernoratul Ismailia  | Egipt    | 30°49′42″N 32°19′03″E / 30.828248°N 32.317572°E                  | Pod rutier peste Canalul Suez                                                                  |
| 8.  |         | Podul Dona Ana (în portugheză Ponte Dona Ana)                                  | pod          | 1934                   | 3.670       | Vila de Sena-Mutarara              | Mozambic | 17°26′21″S 35°03′41″E / 17.43917°S 35.06139°E                    | Pod de cale ferată (Caminho de Ferro de Sena)                                                  |
| 9.  |         | Viaductul El Hachef (în franceză Viaduc d'El Hachef)                           | viaduct      | 2018                   | 3.466       | Tanger-Casablanca                  | Maroc    | 35°33′45″N 5°56′37″W / 35.562484820128624°N 5.943538879713532°V  | Viaduct pe calea ferată de mare viteză Tanger - Kénitra                                        |
| 10. |         | Podul Insulei Mozambic (în portugheză Ilha de Moçambique Ponte)                | pod          | 1969                   | 3.390       | Ilha de Moçambique                 | Mozambic | 15°02′40″S 40°42′33″E / 15.04444°S 40.70917°E                    | Pod rutier                                                                                     |

### America de Nord
| Loc | Imagine | Nume | Utilizare | An/perioadă construire | Lungime (m) | Oraș                                                 | Țară          | Coordonate                                      | Observații                                                                             |
|     |         | |           |                        |             |                                                      |               |                                                 |                                                                                        |
| --- | ------- | --- | --------- | ---------------------- | ----------- | ---------------------------------------------------- | ------------- | ----------------------------------------------- | -------------------------------------------------------------------------------------- |
| 1.  |         | Lake Pontchartrain Causeway                                                                             | viaduct   | 1956, 1969             | 38.442      | Lake Pontchartrain, Louisiana                        | Statele Unite | 30°11′59″N 90°07′22″V / 30.19972°N 90.12278°V   | Legătură rutieră compusă din două poduri paralele care traversează Lacul Pontchartrain |
| 2.  |         | Manchac Swamp Bridge                                                                                    | viaduct   | 1979                   | 36.710      | Manchac, Louisiana                                   | Statele Unite | 30°18′11″N 90°24′21″W / 30.302946°N 90.405807°V | Pod dublu din beton cu stacadă, parte a Interstate 55 și U.S. Highway 51               |
| 3.  |         | Podul bazinului Atchafalaya (în engleză Atchafalaya Basin Bridge)                                       | viaduct   | 1973                   | 29.290      | Baton Rouge-Lafayette, Louisiana                     | Statele Unite | 30°19′57″N 91°45′33″V / 30.33250°N 91.75917°V   | Pod rutier, parte a Interstate 10                                                      |
| 4.  |         | Secțiunea supramarină a Podului-Tunelului golfului Chesapeake (în engleză Chesapeake Bay Bridge–Tunnel) | viaduct   | 1964, 1998             | 24.140      | Chesapeake-Cape Charles, Virginia                    | Statele Unite | 37°1′50″N 76°5′10″V / 37.03056°N 76.08611°V     | Pod rutier, parte a U.S. Route 13                                                      |
| 5.  |         | Podul deversorului Bonnet Carré de pe I-10 (în engleză I-10 Bonnet Carré Spillway Bridge)               | viaduct   | 1972                   | 17.702      | Bonnet Carré Spillway, Lake Pontchartrain, Louisiana | Statele Unite | 30°02′28″N 90°21′01″V / 30.04111°N 90.35028°V   | Pod rutier, parte a Interstate 10                                                      |
| 6.  |         | Podul de pe Louisiana Highway 1 (în engleză Louisiana Highway 1 Bridge)                                 | viaduct   | 2009                   | 13.300      | Louisiana                                            | Statele Unite | 29°13′34″N 90°11′42″V / 29.22611°N 90.19500°V   | Pod rutier, parte a Louisiana Highway 1                                                |
| 7.  |         | Podul Confederației (în engleză Confederation Bridge)                                                   | viaduct   | 1997                   | 12.900      | Insula Prințului Edward                              | Canada        | 46°12′55″N 63°44′45″V / 46.21528°N 63.74583°V   | Pod rutier, parte a Prince Edward Island Route 1 și New Brunswick Route 16             |
| 8.  |         | Podul Jubilee Parkway (în engleză Jubilee Parkway)                                                      | viaduct   | 1978                   | 12.875      | Mobile, Alabama                                      | Statele Unite | 30°39′55″N 87°57′49″V / 30.66528°N 87.96361°V   | Pod rutier, parte a Interstate 10                                                      |
| 9.  |         | Podul San Mateo–Hayward (în engleză San Mateo–Hayward Bridge)                                           | pod       | 1967, 2002             | 11.270      | Foster City-Hayward, California                      | Statele Unite | 37°36′07″N 122°12′17″W / 37.6019°N 122.2047°V   | Pod rutier, parte a California State Route 92                                          |
| 10. |         | Podul Seven Mile (în engleză Seven Mile Bridge)                                                         | pod       | 1982                   | 10.887      | Florida Keys, Florida                                | Statele Unite | 24°41′54″N 81°10′36″W / 24.6982°N 81.1767°V     | Pod rutier, parte a U.S. Route 1                                                       |

### America de Sud
| Loc | Imagine | Nume                                                                                             | Utilizare | An/perioadă construire | Lungime (m) | Oraș                                            | Țară      | Coordonate                                                       | Observații                                                         |
|     |         |                                                                                                  |           |                        |             |                                                 |           |                                                                  |                                                                    |
| --- | ------- | ------------------------------------------------------------------------------------------------ | --------- | ---------------------- | ----------- | ----------------------------------------------- | --------- | ---------------------------------------------------------------- | ------------------------------------------------------------------ |
| 1.  |         | Secțiunea suspendată a inelului de centură Ciudad de Mexico (în spaniolă Anillo Periférico)      | viaduct   | 2006                   | 30.150      | Ciudad de Mexico                                | Mexic     | 19°23′39″N 99°11′17″W / 19.394242823327044°N 99.18816471497152°V | Șosea de centură a orașului Ciudad de Mexico                       |
| 2.  |         | Secțiunea suspendată de pe Linia 1 a metroului din Lima (în spaniolă Metro de Lima y Callao)     | viaduct   | 2014                   | 34.600      | Lima                                            | Peru      | 19°23′39″N 99°11′17″W / 19.394242823327044°N 99.18816471497152°V | Viaduct al metroului ușor Metro de Lima y Callao                   |
| 3.  |         | Podul Rio–Niterói (în portugheză Ponte Rio-Niterói)                                              | viaduct   | 1974                   | 13.290      | Rio de Janeiro-Niterói                          | Brazilia  | 22°52′16″S 43°09′12″V / 22.87111°S 43.15333°V                    | Pod rutier, parte a Translitorânea (BR-10)                         |
| 4.  |         | Podul Rosario-Victoria (în spaniolă Puente Rosario-Victoria)                                     | viaduct   | 2003                   | 12.282      | Rosario, Santa Fe-Victoria, Entre Ríos          | Argentina | 32°52′09″S 60°40′44″V / 32.86917°S 60.67889°V                    | Pod rutier, parte a Ruta Nacional 174                              |
| 5.  |         | Podul General Rafael Urdaneta (în spaniolă Puente General Rafael Urdaneta)                       | pod       | 1962                   | 8.700       | Maracaibo                                       | Venezuela | 10°34′27.38″N 71°34′33.73″V / 10.5742722°N 71.5760361°V          | Pod rutier                                                         |
| 6.  |         | Viaductul Gran Manglar (în spaniolă Viaducto del Gran Manglar)                                   | viaduct   | 2018                   | 4.730       | Cartagena de Indias                             | Columbia  | 10°28′34″N 75°29′20″V / 10.47611°N 75.48889°V                    | Pod rutier, parte a Ruta Nacional 90A (Autopista Paralela al Mar)  |
| 7.  |         | Podul El Zacatal (în spaniolă Puente El Zacatal)                                                 | pod       | 1994                   | 3.861       | Ciudad del Carmen, Campeche                     | Mexic     | 18°37′16″N 91°50′28″V / 18.62111°N 91.84111°V                    | Pod rutier, parte a Carretera federal 180                          |
| 8.  |         | Podul rutier și feroviar Rollemberg–Vuolo (în portugheză Ponte Rodoferroviária Rollemberg–Vuolo) | pod       | 1988                   | 3.700       | Mato Grosso do Sul-São Paulo                    | Brazilia  | 20°06′19″S 51°0′30″V / 20.10528°S 51.00833°V                     | Pod rutier (între BR-158 și Rodovia Euclides da Cunha) și feroviar |
| 9.  |         | Podul Ayrton Senna (în portugheză Ponte Ayrton Senna)                                            | pod       | 1998                   | 3.607       | Guaíra, Paraná - Mundo Novo, Mato Grosso do Sul | Brazilia  | 24°4′19″S 54°14′50″V / 24.07194°S 54.24722°V                     | Pod rutier, parte a BR-163                                         |
| 10. |         | Podul Ayrton Senna (în portugheză Ponte Rio Negro)                                               | pod       | 2011                   | 3.595       | Manaus-Iranduba, Amazonas                       | Brazilia  | 3°7′19″S 60°04′46″V / 3.12194°S 60.07944°V                       | Pod rutier                                                         |

### Asia
| Loc | Imagine | Nume | Utilizare    | An/perioadă construire | Lungime (m) | Oraș                      | Țară    | Coordonate                                                        | Observații |
|     |         | |              |                        |             |                           |         |                                                                   | |
| --- | ------- | --- | ------------ | ---------------------- | ----------- | ------------------------- | ------- | ----------------------------------------------------------------- | --- |
| 1.  |         | Marele Zid Chinezesc (în chineză: 萬里長城, transliterat: Wànlǐ chángchéng)                                                          | fortificație | sec. VII î.Hr.         | 21.196.000  | –                         | China   | 40°40′37″N 117°13′55″E / 40.67693°N 117.23193°E                   | Sistemul de ziduri a fost extins în timp, cele mai cunoscute secțiuni datând din perioada dinastiei Ming (1368-1644) |
| 2.  |         | Marele Zid din Gorgan (în persană دیوار بزرگ گرگان, transliterat: Divar bozorg gargan)                                               | fortificație | sec. V-VI              | 195.000     | Gorgan                    | Iran    | 37°15′38″N 55°00′37″E / 37.26056°N 55.01028°E                     | Sistem de apărare din perioada sasanidă, zid din cărămizi, mortar și gips                                            |
| 3.  |         | Marele Pod Danyang–Kunshan (în chineză: 丹昆特大橋, transliterat: Dān kūn tèdà qiáo)                                                 | viaduct      | 2010                   | 164.851     | Jiangsu                   | China   | 31°35′52″N 120°27′25″E / 31.597837°N 120.456848°E                 | Calea ferată de mare viteză Beijing–Shanghai                                                                         |
| 4.  |         | Viaductul Changhua–Kaohsiung (în chineză: 彰化－高雄高架橋, transliterat: Zhānghuà-gāoxióng gāojiàqiáo)                              | viaduct      | 2004                   | 157.317     | Baguashan-Zuoying         | Taiwan  | 23°51′52.2″N 120°33′33.4″E / 23.864500°N 120.559278°E             | Calea ferată de mare viteză din Taiwan                                                                               |
| 5.  |         | Viaductul Tohoku Shinkansen Kita-Yaita (în japoneză 東北新幹線 矢板～北区間, transliterat: Tōhokushinkansen Yaita ~ kitakukan)       | viaduct      | 1982                   | 114.424     | Kita-Yaita                | Japonia | 36°46′39.0″N 139°57′02.8″E / 36.777500°N 139.950778°E             | Calea ferată de mare viteză Tohoku ( Tōhoku Shinkansen)                                                              |
| 6.  |         | Marele Pod Tianjin (în chineză: 天津特大桥, transliterat: Tiānjīn tèdà qiáo)                                                         | viaduct      | 2010                   | 113.690     | Tianjin, Hebei            | China   | 39°03′22″N 117°03′18″E / 39.056084°N 117.054949°E                 | Calea ferată de mare viteză Beijing-Shanghai                                                                         |
| 7.  |         | Marele Pod Cangde (în chineză: 沧德特大桥, transliterat: Cāng dé tèdà qiáo)                                                          | viaduct      | 2010                   | 105.881     | Dongguang, Hebei          | China   | 37°49′41″N 116°33′57″E / 37.828°N 116.5659°E                      | Calea ferată de mare viteză Beijing-Shanghai                                                                         |
| 8.  |         | Marele Pod Jintan-Jiangyin (în chineză: 金坛-江阴特大桥, transliterat: Jīn tán-jiāngyīn tèdà qiáo)                                   | viaduct      | 2023                   | 97.310      | Jintan-Jiangyin, Jiangsu  | China   |                                                                   | Calea ferată de mare viteză Shanghai-Nanjing Yangtze                                                                 |
| 9.  |         | Marele Pod Jiangyin-Taicang (în chineză: 江阴-太仓特大桥, transliterat: Jiāngyīn-tàicāng tèdà qiáo)                                  | viaduct      | 2023                   | 97.050      | Jiangyin-Taicang, Jiangsu | China   |                                                                   | Calea ferată de mare viteză Shanghai-Nanjing Yangtze                                                                 |
| 10. |         | Viaductul dintre Noul District Zhenjiang și Gaoyou (în chineză: 高邮-镇江新区特大桥, transliterat: Gāoyóu-zhènjiāng xīnqū tèdà qiáo) | viaduct      | 2020                   | 95.580      | Jiangsu                   | China   | 32°43′05″N 119°22′41″E / 32.71813226827454°N 119.37795285506317°E | Calea ferată de mare viteză Lianzhen                                                                                 |

### Europa
| Loc | Imagine | Nume | Utilizare          | An/perioadă construire | Lungime (m) | Oraș                                                                 | Țară              | Coordonate                                                       | Observații                                                                                    |
|     |         | |                    |                        |             |                                                                      |                   |                                                                  |                                                                                               |
| --- | ------- | --- | ------------------ | ---------------------- | ----------- | -------------------------------------------------------------------- | ----------------- | ---------------------------------------------------------------- | --------------------------------------------------------------------------------------------- |
| 1.  |         | Podul Crimeii (în rusă Крымский мост, transliterat: Krîmski most)                                                                                                   | viaduct            | 2018, 2019             | 18.100      | Strâmtoarea Kerci, Crimeea                                           | Rusia             | 45°18′31″N 36°30′22″E / 45.3086°N 36.5061°E                      | Pod feroviar și rutier, parte a Federal'naya avtomobil'naya doroga A290 și European route E97 |
| 2.  |         | Circuitul de testare Aérotrain (în franceză Aérotrain) | circuit de testare | 1965-1977              | 18.000      | Saran, Loiret                                                        | Franța            | 45°18′31″N 36°30′22″E / 45.3086°N 36.5061°E                      | Circuit de testare dezafectat al trenului pe pernă de aer Aérotrain                           |
| 3.  |         | Podul Vasco da Gama (în portugheză Ponte Vasco da Gama) | viaduct            | 1998                   | 17.200      | Sacavém                                                              | Portugalia        | 38°45′43″N 9°02′35″W / 38.762°N 9.043°V                          | Pod rutier, parte a Itinerário Principal do Litoral                                           |
| 4.  |         | Centrul de testare Transrapid Emsland (în germană Transrapid-Versuchsanlage Emsland)                                                                                | circuit de testare | 1984                   | 12.000      | Emsland                                                              | Germania          | 38°45′43″N 9°02′35″W / 38.762°N 9.043°V                          | Circuit de testare dezafectat al trenului pe levitație magnetică Maglev                       |
| 5.  |         | Podul Lezíria (în portugheză Ponte da Lezíria) | pod                | 2007                   | 11.902      | Carregado, Districtul Lisabona                                       | Portugalia        | 39°00′45″N 8°56′00″W / 39.0125°N 8.933333°V                      | Pod rutier, parte a Autoestrada A10                                                           |
| 6.  |         | Viaductul sudic al Zapadnîi skorostnoi diametr Sankt Petersburg (în rusă Западный скоростной диаметр, transliterat: Zapadnîi skorostnoi diametr)                    | viaduct            | 2008                   | 9.378       | Sankt Petersburg                                                     | Rusia             | 59°55′10″N 30°12′38″E / 59.91954531143843°N 30.210633215111926°E | Pod rutier, parte a European route E18                                                        |
| 7.  |         | Viaductul nordic al Zapadnîi skorostnoi diametr Sankt Petersburg (în rusă Западный скоростной диаметр, transliterat: Zapadnîi skorostnoi diametr)                   | viaduct            | 2016                   | 8.794       | Sankt Petersburg                                                     | Rusia             | 60°00′00″N 30°13′55″E / 60.00009653432785°N 30.231976584018273°E | Pod rutier, parte a European route E18                                                        |
| 8.  |         | Podul Øresund (în daneză Øresundsbroen) (în suedeză Öresundsbron)                                                                                                   | pod                | 1999                   | 7.845       | Copenhaga-Malmö                                                      | Danemarca/ Suedia | 60°00′00″N 30°13′55″E / 60.00009653432785°N 30.231976584018273°E | Pod rutier și feroviar                                                                        |
| 9.  |         | Viaductul Fichera (în italiană Viadotto Fichera) | viaduct            | 1975                   | 7.350       | Polizzi Generosa, Sicilia                                            | Italia            | 37°47′56,02″N 13°57′56,38″E / 37.78333°N 13.95000°E              | Viaduct rutier, parte a Autostrada A19, Drumul European E932                                  |
| 10. |         | Podul de cale ferată Tongjiang-Nijneleninskoe (în rusă Железнодорожный мост Нижнеленинское — Тунцзян, transliterat: Jeleznodorojnîi most Nijneleninskoe — Tunțzean) | pod                | 2021                   | 7.194       | Nijneleninskoe, Regiunea Autonomă Evreiască/ Tongjiang, Heilongjiang | Rusia/ · China    | 47°58′N 132°42′E / 47.96°N 132.70°E                              | Pod rutier, parte a European route E18                                                        |

### Oceania
| Loc | Imagine                                                  | Nume | Utilizare            | An/perioadă construire | Lungime (m) | Oraș                       | Țară      | Coordonate                                                        | Observații                                                                                                   |
|     |                                                          | |                      |                        |             |                            |           |                                                                   | |
| --- | -------------------------------------------------------- | --- | -------------------- | ---------------------- | ----------- | -------------------------- | --------- | ----------------------------------------------------------------- | --- |
| 1.  |                                                          | Podul Bolte (în engleză Bolte Bridge)                                                                                         | pod                  | 1999                   | 5.000       | Melbourne, Victoria        | Australia | 37°49′10.12″S 144°55′55.65″E / 37.8194778°S 144.9321250°E         | Pod rutier, parte a CityLink ( M2 Western Link)                                                              |
| 2.  |                                                          | Secțiunea suspendată a liniei de metrou ușor Sydney Metro Northwest (în engleză Sydney Metro Northwest)                       | viaduct              | 2019                   | 4.413       | Sydney                     | Australia | 33°42′48″S 150°56′08″E / 33.713432583404526°S 150.9355555959777°E | Viaduct de metrou ușor, parte a Sydney Metro North West                                                      |
| 3.  |                                                          | Secțiunea suspendată a Autostrăzii de Sud (în engleză South Road Superway)                                                    | viaduct              | 2014                   | 2.800       | Adelaide, Australia de Sud | Australia | 34°54′33″S 138°33′54″E / 34.90903952613862°S 138.56495541713358°E | Pod rutier, parte a route M2                                                                                 |
| 4.  |                                                          | Fosta clădire a Spitalului de psihiatrie din Kew (în engleză Kew Lunatic Asylum)                                              | clădire rezidențială | 1871                   | 950         | Kew, Victoria              | Australia | 37°47′42″S 145°01′25″E / 37.7949°S 145.0236°E                     | În 1993, clădirea spitalului a fost transformată în clădire rezidențială (Willsmere residential development) |
| 5.  | Crown Casino Complex & Melbourne Exhibition Building.jpg | Centrul de convenții și expoziții din Melbourne (în engleză Melbourne Convention and Exhibition Centre)                       | centru expozițional  | 1996                   | 450         | Melbourne, Victoria        | Australia | 37°49′32″S 144°57′15″E / 37.8256°S 144.9541°E                     | Clădire de formă rectangulară, formată din 3 ;corpuri adiacente                                              |
| 6.  |                                                          | Marea Tribună Sudică a Stadionului de Cricket Melbourne (în engleză The Great Southern Stand at the Melbourne Cricket Ground) | stadion              | 1996                   | 400         | Melbourne, Victoria        | Australia | 37°49′12″S 144°59′0″E / 37.82000°S 144.98333°E                    | |
| 7.  |                                                          | Gara de pe strada Flinders (în engleză Flinders Street railway station)                                                       | stație feroviară     | 1910                   | 280         | Melbourne, Victoria        | Australia | 37°49′05″S 144°58′01″E / 37.81806°S 144.96694°E                   | |